# Zeitschrift für die gesamte Versicherungswissenschaft
Die Zeitschrift für die gesamte Versicherungswissenschaft (ZVersWiss) ist eine deutsche Fachzeitschrift, welche sich mit der Versicherungswissenschaft befasst.

## Geschichte
Die Zeitschrift erscheint seit 1901 und gehört damit zu den ältesten versicherungswissenschaftlichen Zeitschriften der Welt. Bis 2007 erschien die Zeitschrift im Berliner Verlag Duncker & Humblot. Seit 2008 erscheint sie im Springer-Verlag, Heidelberg, und seit Januar 2013 bei Springer Gabler sowohl in gedruckter als auch in elektronischer Form.

## Inhalt
Sie enthält versicherungsökonomische, -mathematische, -rechtliche und -medizinische Beiträge und soll den interdisziplinären Diskurs zwischen den Fachgebieten, die sich mit Fragen der Versicherungswissenschaften beschäftigen, fördern. Jährlich erscheinen 2–5 Ausgaben.